# Cacá Rosset
Carlos Eduardo Zilberlicht Rosset, más conocido como Cacá Rosset, (São Paulo, 9 de marzo de 1954) es un actor y director teatral fundador del grupo brasilero Teatro do Ornitorrinco (conjuntamente con Maria Alice Vergueiro y Luiz Roberto Galizia). Los espectáculos de este grupo siempre atraían grandes plateas, debido al carácter instigador y revolucionario de sus piezas, donde se mezclaban música ao vivo (en vivo), circo, y representaciones.

## Biografía
Formado en dirección teatral por la ECA-USP (Escola de Comunicações e Artes da Universidade de São Paulo), entre sus espectáculos más conocidos, se destacan: Os Mais Fortes (August Strindberg), Ornitorrinco Canta Brecht & Weill, O Belo Indiferente (Jean Cocteau), Mahagonny (Bertolt Brecht), Ubu-Rei (Alfred Jarry), Teledeum (Albert Boadella), O Doente Imaginário, Scapino (Molière), Sonho de Uma Noite de Verão y A Comédia dos Erros (ambos de William Shakespeare), O Marido Vai à Caça! (Georges Feydeau), y más recientemente, el ambicioso montaje llamado A Megera Domada (William Shakespeare) con el que se conmemoraron los 30 años de actividades del Teatro do Ornitorrinco.
Siempre procuró promover sus piezas de una forma poco convencional. Cuando aún era poco conocido del gran público, llamó la atención cuando, vestido como el personaje Ubu, y acompañado de garotas (muchachas) semidesnudas que también trabajaban en la obra Ubu-Rei, fue visto en una elección de políticos de los años ochenta, habiendo sido fotografiado en esa oportunidad junto a Ulisses Guimarães, entre otros.
Recibió numerosos premios por sus trabajos, tanto en Brasil como en el exterior, y también participó en unos cuantos festivales internacionales, entre los que se destacan: New York Shakespeare Festival (Estados Unidos), Festival Internacional de Cádiz (España) , Festival de Manizales y Festival Latino de la Ciudad de México (México). Por el escenario de Ornitorrinco pasaron : Maria Alice Vergueiro, Rosi Campos, Gérson de Abreu, José Rubens Chachá, Ary França, Gerson Steves, Christiane Tricerri, Edith Siqueira, Fernanda D'Umbra, Chiquinho Brandão,  Eduardo Silva, Edson Cordeiro, Elba Ramalho, Cida Moreyra, y muchos otros.
Con su grupo Ornitorrinco, expuso su arte en más de cuarenta ciudades fuera de Brasil, y a raíz de una invitación del legendario productor de Broadway Joseph Papp, se presentó varias veces en el famoso Public Theater de Nueva York. En 1991 estrenó Sonho de uma Noite de Verão, de Shakespeare, en el New York Shakespeare Festival, en el conocido Central Park.
En 1992 dirigió a la actriz ganadora de un premio Oscar, Marisa Tomei, en la obra The Comedy of Errors, de William Shakespeare, que estrenó en el Delacorte Theater de Nueva York, con gran suceso tanto de público como de crítica.
El éxito logrado en el teatro también lo llevó a la televisión. En efecto, a fines de los años ochenta, produjo para la TV Manchete el programa Cadeira de Barbeiro, en el cual mezclaba comedia, música, y entrevistas a personalidades del arte y de la política. Y a mediados de la década siguiente (años 1990), participó como actor en algunas telenovelas de SBT (Sistema Brasileiro de Televisão), entre ellas Sangue do meu Sangue (1995).
En el año 2001, este original director que se dice corintiano, inició una carrera como comentarista de fútbol en el programa Debate Bola, de la 'Rede Record', y en el año 2005 como panelista del programa Fora do Ar, también para SBT, donde compartía el escenario con Hebe Camargo, Jorge Kajuru, Adriane Galisteu.
Entre 2003 y 2004, presentó en la 'Radio Record' el programa Debate Boca, que le permitió obtener el premio APCA al mejor programa humorístico de radio.
En el cine participó como actor en las películas Desmundo (de Alain Fresnot), Tapete Vermelho (de Luis Alberto Pereira), y Onde Andará Dulce Veiga (de Guilherme de Almeida Prado).
Entre 1994 y 1996 escribió la columna "Cacadas" en el Jornal da Tarde.
Tradujo al portugués obras de Shakespeare, Molière, Jarry, Feydeau, Cocteau, Brecht, y autores americanos contemporáneos, y actuó en el primer montaje de la Ópera do Malandro (de Chico Buarque) así como en Percevejo (de Maiakovsky), ambas bajo la dirección de Luis Antonio Martínez Correa.

## Carrera

### Televisión
| 1987 | Domingo Paulista     | Presentador |
| ---- | -------------------- | ----------- |
| 1989 | Cadeira de Barbeiro  | Otelo       |
| 1995 | Sangue do Meu Sangue | Raposo      |
| 2004 | Meu Cunhado          | Alberto     |
| 2010 | Som e Fúria          |             |
| 2011 | Amor e Revolução     | Beto Grande |
| 2011 | Amor em 4 Atos       | Seu Rafic   |

### Cine
| Año  | Película                 | Personaje              |
| ---- | ------------------------ | ---------------------- |
| 2002 | Desmundo                 | Afonso Soares D'Aragão |
| 2005 | Tapete Vermelho          | Dono do cinema         |
| 2008 | Onde Andará Dulce Veiga? | Castilhos              |

### Teatro
| Obra                                          | Autor                       |
| --------------------------------------------- | --------------------------- |
| Os Mais Fortes                                | August Strindberg           |
| Ornitorrinco Canta                            | Brecht & Weill              |
| Teledeum                                      | Albert Boadella             |
| O Belo Indiferente                            | Jean Cocteau                |
| Mahagonny                                     | Bertolt Brecht & Kurt Weill |
| Ubu, Folias Physicas, Pataphysicas e Musicaes | Alfred Jarry                |
| O Doente Imaginário                           | Molière                     |
| Sonho de Uma Noite de Verão                   | William Shakespeare         |
| Comédia dos Erros                             | William Shakespeare         |
| O Avarento                                    | Molière                     |
| Scapino                                       | Molière                     |
| O Marido Vai à Caça!                          | Georges Feydeau             |
| A Megera Domada                               | William Shakespeare         |

## Premios
- 1977 - Os mais fortes - MEC-SNT (mejor espectáculo) - Molière (mejor actriz).
- 1977 - Ornitorrinco canta Brecht y Weill - Gobernador del Estado (mejor director).
- 1982 - Mahagonny - INACEN (mejor espectáculo) - Gobernador del Estado (mejor espectáculo), (mejor director).
- 1985 - UBU, Folias Physicas, Pataphysicas e Musicaes - Premio Internacional de la Crítica del Festival de Manizales (Colombia) - ACCT de México (mejor espectáculo extranjero), Molière (mejor director), Mambembe (mejor director), (mejor figurinista) - APCA (mejor actriz), (mejor director), (mejor espectáculo) - Premio APETESP (mejor espectáculo), (mejor actriz), (mejor director) - INACEN (mejor espectáculo), Picadeiro (mejores del circo), Gobernador del Estado, (mejor espectáculo), (mejor escenografía), Premio 19 de septiembre otorgado por el presidente de México, Premio Ollantay - CELCIT 1986 / España.
- 1988 - Teledeum Premio CELCIT (Colombia) (mejor espectáculo extranjero).
- 1989 - O Doente Imaginário - INACEN (mejor espectáculo), APCA (mejor figurino).
- 1991 - Amor de Dom Perlimplim com Belisa em seu jardim - Asociación de Críticos Teatrales de Miami, Estados Unidos (mejor espectáculo extranjero).
- 1992 - Sonho de uma Noite de Verão - APCA (mejor actor secundario), (mejor producción teatral), Divulgación del teatro brasilero en el exterior - Premio Mambembe (mejor figurino).
- 1992 - Tudodeumavez Premio Carbonell, Miami, Estados Unidos (mejor actriz).
- 1994 - A Comédia dos Erros - APCA (mejor figurino), (mejor actor) - Molière (mejor actor) - Shell (mejor actor).